# Николсон, Ник (актёр)
Дэниел Патрик «Ник» Николсон (англ. Daniel Patrick «Nick» Nicholson) — американский актёр. Известен по ролям военных в эксплуатационном кино, снятом на Филиппинах в 1980-х годах.

## Биография
Ник Николсон родился 19 апреля, 1947 года в городе Редфорд (США). В 17 лет бросил школу и поступил на службу в Военно-морские силы США, участвовал в войне во Вьетнаме. После демобилизации в начале 1970-х годов Николсон оказался на Филиппинах, где вскоре начал сниматься в рекламе в Маниле. На широком экране дебютировал в 1979 году в фильме «Апокалипсис сегодня» Фрэнсиса Форда Копполы. 
Карьеру актёра Ник прекратил в 2000-х годах. Умер от сердечного приступа 11 августа 2010 в Кесон-Сити.

## Фильмография
| Год  |   | Русское название          | Оригинальное название               | Роль                   |
| ---- | - | ------------------------- | ----------------------------------- | ---------------------- |
| 1979 | ф | Апокалипсис сегодня       | Apocalypse Now                      | солдат                 |
| 1985 | ф | Американский ниндзя       | American Ninja                      | дежурный офицер        |
| 1985 | ф | Охотники будущего         | Future Hunters                      | киллер                 |
| 1986 | ф | Шёлк                      | Silk                                | Тайлер                 |
| 1986 | ф | Взвод                     | Platoon                             | солдат-мотострелок #1  |
| 1986 | ф | Американский ниндзя 2     | American Ninja 2: The Confrontation | в титрах не указан     |
| 1987 | ф | Глаз орла                 | Eye of the Eagle                    | рядовой «Бешенный Пёс» |
| 1989 | ф | Осада базы «Глория»       | The Siege of Firebase Gloria        | военный фотограф       |
| 1989 | ф | Рождённый четвёртого июля | Born on the Fourth of July          | солдат                 |
| 1989 | ф | Зомби 4: После смерти     | Otre la morte                       | Род                    |
| 1991 | ф | Воины дюн                 | Dune Warriors                       | Томас                  |
| 1992 | ф | Захватчики Солнца         | Raiders of the Sun                  | Акерман                |